# Chenecey-Buillon
Chenecey-Buillon é uma comuna francesa na região administrativa de Borgonha-Franco-Condado, no departamento de Doubs. Estende-se por uma área de 16,58 km². Em 2010 a comuna tinha 522 habitantes (densidade: 31,5 hab./km²).